# Henryk Leopold Bartsch

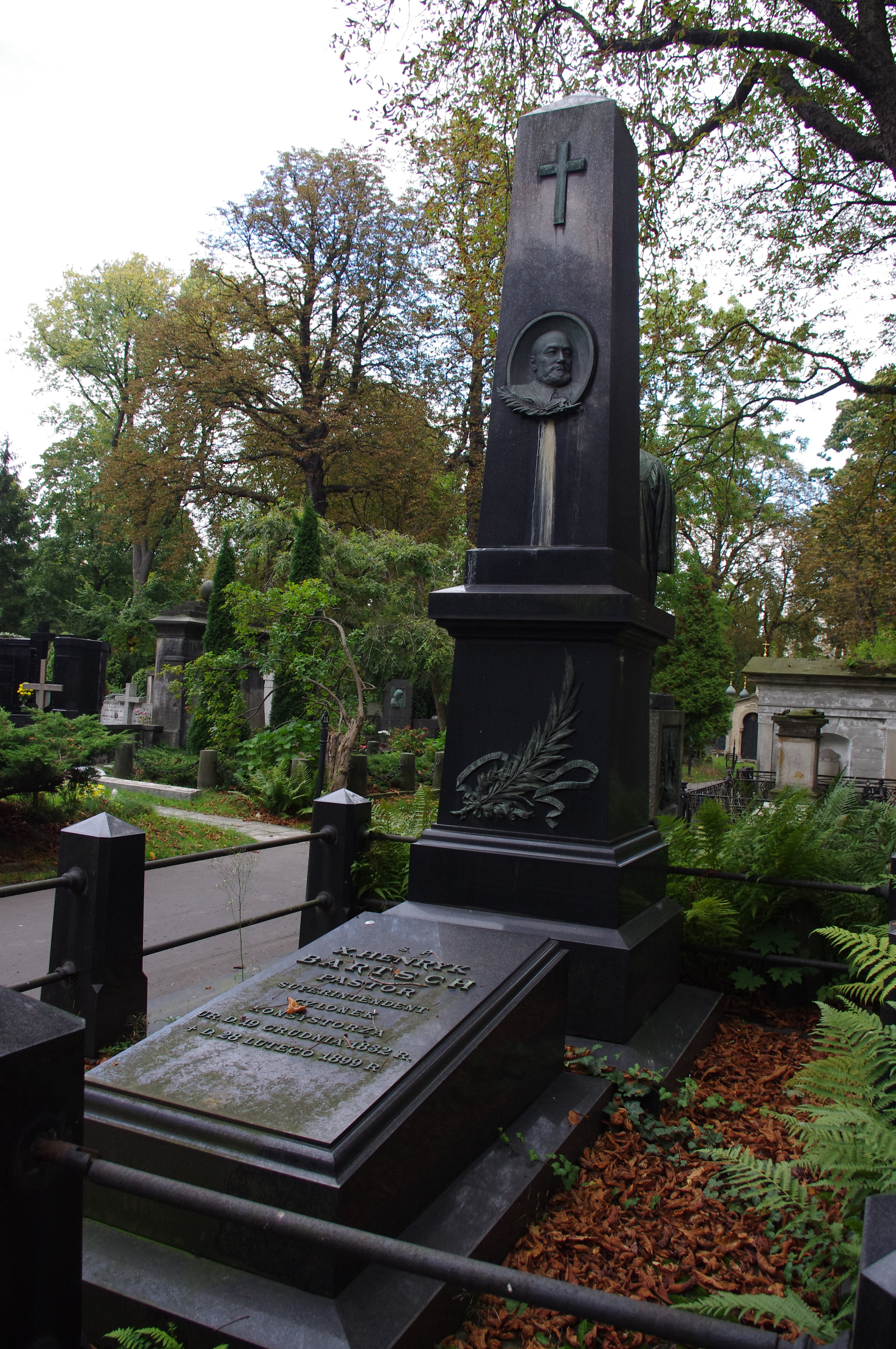
Grób ks. Henryka Leopolda Bartscha na Cmentarzu ewangelicko-augsburskim w Warszawie

Henryk Leopold Bartsch (ur. 19 grudnia 1832 we Władysławowie k. Kalisza, zm. 28 lutego 1899 w Warszawie) – pastor ewangelicki, muzyk. 

## Życiorys
Ukończył gimnazjum w Piotrkowie w 1851 roku oraz studia teologiczne w Dorpacie (ob. Tartu) w 1855 roku. Był kolejno proboszczem w Łowiczu, Lipnie i Sierpcu. W 1883 został proboszczem w Kościele św. Trójcy w Warszawie. W 1877 przeprowadził konfirmację Adolfa Daaba. W latach 1897–1899 był superintendentem ewangelickim w Warszawie.
W 1861 roku podróżował do Egiptu, Turcji i Palestyny. Napisał między innymi: 
- Wspomnienia z podróży do Kairu i Jerozolimy odbytej w roku 1861 (Warszawa 1873)
- Z teki podróżnika. Szkice dawne i nowe. Oryginalne i tłumaczone (Warszawa 1883).

Przetłumaczył także na polski książkę E. de Las Cases’a pt. „Przewiezienie zwłok cesarza Napoleona z Wyspy św. Heleny do Paryża" (Warszawa 1876).
Pochowany na cmentarzu ewangelicko-augsburskim przy ulicy Młynarskiej (aleja 14, grób 1).